# Кулигі
Кулигі (пол. Kułygi) — село в Польщі, у гміні Сім'ятичі Сім'ятицького повіту Підляського воєводства.
Населення — 98 осіб (2011).
У 1975-1998 роках село належало до Білостоцького воєводства.

## Демографія
Демографічна структура станом на 31 березня 2011 року:
|          | Загалом | Допрацездатний вік | Працездатний вік | Постпрацездатний вік |
| -------- | ------- | ------------------ | ---------------- | -------------------- |
| Чоловіки | 48      | 12                 | 29               | 7                    |
| Жінки    | 50      | 8                  | 25               | 17                   |
| Разом    | 98      | 20                 | 54               | 24                   |